# 血栓症
血栓症（けっせんしょう）は血管内に血栓が形成され、循環系における血流が閉塞するヒトの病態である。ある血管が傷害されると、失血を防ぐために血小板とフィブリンによって凝血塊が形成される（外因性血液凝固）。一方血管が傷害されていない場合でも、ある適当な環境の下では凝血塊が形成されることがある（内因性血液凝固）。もしこの内因性凝固の程度が激しいと、凝血塊は形成された血管内皮から遊離し、血管内を流れて塞栓となる。また、血栓塞栓症とは血栓形成とその主な合併症である塞栓症をあわせたものの名称である。
血管内腔の面積の75%以上を血栓が占めると、組織に供給される血流が低下し、その結果酸素供給の低下（低酸素症）および代謝産物である乳酸の蓄積に伴う症状が現れる。さらに内腔の90%以上が閉塞すると完全な酸素喪失状態になり、その結果細胞死の状態すなわち梗塞となる。

## 原因
古典的な定義として、血栓症は以下のうち一つ以上の異常によって起こる（ウィルヒョウの三徴）:
- 血液組成（凝固能亢進または血栓形成傾向）
- 血管壁の状態（内皮細胞障害）
- 血流の状態（鬱血、乱流）

### 凝固能亢進
凝固能亢進状態は遺伝子欠損や自己免疫疾患、炎症の亢進、線溶系低下などが原因となる。
重症肺炎からDICを起こしたり、癌に深部静脈血栓症を合併するなどがある。

### 内皮細胞障害
血管壁障害の原因となるものにはアテローム性動脈硬化、外傷、外科手術、感染症、血管分岐部での乱流などがある。主な傷害のメカニズムは血液凝固系への組織因子の曝露である。

### 血流の乱れ
血流障害の原因は、血管内皮傷害部位の遠位における血流の停滞や心不全などで起こる静脈血の鬱滞、あるいは航空機への搭乗のような長時間座位保持などである（エコノミークラス症候群）。心房細動も左心耳の血流鬱滞による血栓塞栓症の原因となる。がんや白血病のような悪性腫瘍は血管を外部から圧迫したり、より稀ではあるが（腎細胞がんが腎静脈内に進展するように）脈管内部への伸展によって血栓症のリスクを高める。がん治療（放射線療法や化学療法）もしばしば凝固能をさらに亢進させる。

## 塞栓化
血栓症の起こった部位に細菌感染が存在すると、血栓が破綻して感染物質が体内循環をめぐり（膿血症、敗血症性塞栓）、あらゆる場所に転移性膿瘍を形成する。感染が存在しなくても血栓は形成された場所から分離して循環系にのり、塞栓（血栓性塞栓、アテローム塞栓）となって最終的にどこかの血管を閉塞して、そこから先の部分は緊急に治療しなければ（酸素と栄養の供給が絶たれるため）組織の壊死（梗塞）を起こすことになる。この血管閉塞が冠動脈で起これば、心筋の虚血が起こりやすくなり、そのため心筋細胞が酸欠状態となって正常に機能しなくなる。この酸素の欠乏は心筋梗塞につながる。
しかしほとんどの血栓は線維組織に分解される（線溶系）ため、血栓化した血管は徐々に再灌流することになる。

## 分類
大きく静脈血栓症と動脈血栓症に分けられ、それぞれさらに個々の疾患に分類される。

### 静脈血栓症
静脈血栓症は、静脈内での血栓形成が起こる疾患である。以下のように分類される：

#### 深部静脈血栓症
深部静脈血栓症（Deep vein thrombosis, DVT）は深部静脈（深静脈とも、筋膜より下部を走行する静脈）の内部で血栓が形成される。
大腿静脈などの下肢の静脈が好発部位である。深部静脈内での血栓形成には、血流の速さ・血液の濃度（ヘマトクリット値）・血管壁の状態の3つの因子が重要である。DVTの古典的な徴候は、発症部位の腫脹・疼痛・発赤である。
色調は病態によって異なり、発赤のほかにも白色・青色(有痛性青股腫)もある。

#### 門脈血栓症
門脈血栓症は肝門脈内におきる静脈血栓症であり、門脈圧亢進と肝臓への血流低下をきたす。主な原因疾患には膵炎、肝硬変、憩室炎、胆管癌などがある。

#### 腎静脈血栓症
腎静脈血栓症は血栓による腎静脈の閉塞である。尿量減少や血尿が症状として現れやすい。抗凝固療法が治療として選択されることが多い。

#### 頚静脈血栓症
頚静脈血栓症は感染症、薬剤の血管内投与、悪性腫瘍などによって起きる。合併症として敗血症、肺塞栓症、鬱血乳頭（眼底所見で乳頭が鬱血していること）などが見られる。発症部位の鋭い痛みが特徴的だが、ランダムに起こりうるため診断は難しい。

#### バッド・キアリ症候群
バッド・キアリ症候群は肝静脈の閉塞であり、血栓によるものが多い。症状としては腹痛、腹水、肝腫大がある。治療としては内科的治療およびシャント形成による外科的治療がある。

#### 腋窩-鎖骨下静脈血栓症
腋窩-鎖骨下静脈血栓症（鎖骨下静脈血栓症、パジェット・シュレッター病）は上肢の静脈（腋窩静脈あるいは鎖骨下静脈）が血栓による閉塞をきたす疾患である。激しい運動の後に起こることが多く、若く健康な男性に多い。胸郭出口症候群の一部と考えられている。

#### 脳静脈洞血栓症
脳静脈洞血栓症は脳卒中の稀なタイプで、硬膜静脈洞が血栓によって閉塞することで発症する。症状としては頭痛、視覚異常、その他（一側性の顔面や上下肢の麻痺、痙攣など）脳卒中で起こる症状のいずれもが起こりうる。診断は通常CTスキャンあるいはMRIで行われる。発症した患者の多くは良好な経過をたどり、完全に回復する。しかしヨーロッパ各国（ポルトガル・スウェーデン・フランス・オランダ）とメキシコの症例をまとめた報告では、死亡率は4.3%である。

#### 肺血栓塞栓症
血栓（凝血塊）ははじめに形成された部位から一部または全部が分離し、血流にのって移動することがある。この血栓は最終的に身体の別の場所に落ち着くことになり、これを塞栓と呼ぶ。静脈内で形成された血栓が、肺（の一部）に塞栓を形成するものが肺塞栓症（肺血栓塞栓症）である。肺静脈（の一部）が完全閉塞を起こすとそれより末梢の肺組織が壊死を起こす。これが肺梗塞である。肺塞栓症・肺梗塞は、その程度によっては緊急治療が必要であり、それが行われても予後が極めて悪い疾患である。血栓の形成される部位（原因疾患）としては、深部静脈が最も多いといわれる。主な危険因子としては、長時間の不動状態以外にも周産期（出産前、出産後）、手術後、悪性腫瘍の存在などがあげられる。

### 動脈血栓症
動脈血栓症は、動脈内で血栓形成が起きる疾患である。ほとんどの例では、動脈血栓はアテローム（粥腫、じゅくしゅ）の破綻に伴って形成されるため、アテローム血栓症ともいわれる。
動脈血栓症のもうひとつの主な原因として、心房細動による血流の阻害がある。さらに単相式電気的除細動器の使用は、特に48時間以上持続している心房細動に対しては血栓塞栓症発症の大きなリスクをもたらすことはよく知られており、抗凝固療法を受けていない患者の約5%に発症する。.除細動後の血栓塞栓症が起きるメカニズムや病因については、はっきりとはわかっていない
。
動脈血栓症は塞栓形成することがあり、動脈塞栓症の主要な原因であり、全身のほぼどの臓器においても梗塞を起こしうる。

#### 脳梗塞
脳卒中は脳への血液供給が阻害されることによって脳の機能が急激に傷害される疾患であり、虚血、血栓、塞栓および出血によって起こりうる。血栓性脳卒中では、通常血栓は動脈硬化（アテローム性硬化）による血管の粥状隆起（粥腫、プラーク）周囲に形成される。動脈の閉塞は徐々に起こるため、血栓性脳卒中の症状出現は（他のタイプに比べて）比較的緩やかである。血栓性脳卒中は内頚動脈や椎骨動脈、ウィリス動脈輪の病変である大血管病と、ウィリス動脈輪の枝（branch、レンズ核線条体動脈など）などのより小さな血管の病変である小血管病（BAD, Branch atheromatous disease）に分けられる。

#### 心筋梗塞
心筋梗塞は心筋が虚血により組織壊死をきたす疾患であり、通常冠動脈の血栓による閉塞が原因となる。心筋梗塞は緊急的な医療介入が行われなければ、速やかに致死的となることのある疾患である。発症後12時間以内に診断がつけば、再灌流療法が施行される。

#### 他の臓器の病変
肝動脈血栓症は肝移植後の致命的な合併症として起こることがある。
上腸間膜動脈血栓症（SMA血栓症）は、血管閉塞の範囲によっては腸管壊死から急激に汎発性腹膜炎を起こしうる、予後のきわめて悪い疾患である。
単純CTでもウィンドウレベルとウィンドウ幅を調整することで、ある程度は血栓のスクリーニングをできる。
動脈塞栓は四肢に形成されることもある（閉塞性動脈硬化症は代表的疾患）。
網脈動脈に血栓が詰まると、詰まった側の眼を失明することがある（網膜動脈閉塞症）。

## 予防
リスクがあると考えられる人に対しては、抗凝固薬によって血栓症および塞栓症の予防がある程度可能である。
静脈血栓症のもっとも一般的なタイプは深部静脈血栓症（DVT）である。
動脈血栓症では通常心臓に向かう血管で起こるため、心臓発作（心血管疾患。狭心症や心筋梗塞）が起こる。また脳の血管でも起こるため、脳卒中（のうち一過性脳虚血発作・血栓性脳梗塞・心原性脳塞栓など）が起こる。
予防には一般的にリスク対便益分析をすることが求められる。すべての抗凝固薬は大出血の危険が多少増加するからである。たとえば心房細動では、脳梗塞をおこすリスク（高齢であるとか高血圧であるとかの危険因子を加算した上でのリスク）が、ワルファリンを使用することで少ないとはいえ予想される大出血のリスクを上回る必要がある。
入院患者では、血栓症は（原疾患の）主要な合併症であり、時として死因となる。たとえばイギリス議会Health Select Committee（en）では2005年、院内発生の血栓症による死亡者が年間25,000人に上ったことが報告され、以来「血栓症予防」が徐々に強調されるようになっている。外科手術のための入院患者について、段階的な弾性ストッキングの装着は広く行われるようになっており、また重症患者・安静状態が遷延する患者・すべての整形外科手術では診療ガイドラインで低分子量ヘパリンの投与、下肢間欠的空気圧迫法あるいは（以上のいずれも適応禁忌であったり、最近深部静脈血栓症を発症した患者では）下大静脈フィルターの留置を推奨している。外科的疾患だけでなく内科的疾患の患者でも低分子量ヘパリンはやはり血栓症を防止することが知られており、イギリス主席医務官は正式なガイドラインに先立って、内科患者に対して予防的な方法を講ずるべきであるとする指針を発表している。